# Antiochiai Szent Pelágia
Antiochiai Szent Pelágia (ógörögül: Πελαγία), (? – 457) szentként tisztelt ókori keresztény hitvalló.
Régi legendája szerint erkölcstelen életű színésznő volt Antiokheia városában. Szent Nonnus odesszai püspök hatására tért- és keresztelkedett meg. Ezután a jeruzsálemi Olajfák hegyére költözött, és ott élt titokban férfiruhába öltözve, Pelagius álnéven. Már a 6. században állt templom a tiszteletére. Ünnepét október 8-án üli az egyház.